# Constantin Movilă
Constantin Movilă (* um 1594; † Juli 1612) war im Oktober 1607 und von Dezember 1607 bis November 1611 Fürst der Moldau.
Nach dem Sturz des Mihail Movilă – dem Sohn von Simion Movilă – ergriff Constantin, der Sohn von Ieremia und Elisabeta, die Macht in Iași. Er wurde intensiv von seiner Mutter unterstützt und verfügte über enge Kontakte zum walachischen Fürsten Radu Șerban und zu den Polen, weshalb er auch zeitgleich mit Șerban im Dezember 1607  von den Osmanen gestürzt wurde.
Sein Nachfolger am moldauischen Thron wurde der Abenteurer Ștefan Tomșa, dieser wurde auf Befehl des Sultans durch die Nogay Tataren unter Khan Temir eingesetzt. Der junge Constantin entkam den osmanischen Zugriff mit seiner Mutter Elisabeta durch rechtzeitige Flucht zu deren Verwandten in Polen.
Der polnische General Stefan Potocki (1568–1631) sammelte Anfang 1612 ein alliiertes Heer mit Polen, Walachen und ergebenen Moldauern um Constantin Movila auf seinen Thron nach Suceava zurückzuführen.
Als die Koalition Stefan Tomșa angriff, wurde sie aber in der Schlacht bei Cornul lui Sas am Pruth (3./13. Juli 1612) von den osmanischen Streitkräften des Tatarenführers Khan Temir geschlagen. Potocki und Constantins jüngerer Bruder Alexandru Movilă fielen dabei in Gefangenschaft der Tataren. Die Sieger nahmen auch Constantin Movilă gefangen, um ihn zu ihrem Khan in den Budschak zu bringen. Auf dem Weg dorthin ertrank er bei der Überquerung des Nistru (Dnjestr) nahe Ocakow. Movilă soll nur 17 Jahre alt geworden sein.